# Clusiodes freyi
Clusiodes freyi is een vliegensoort uit de familie van de Clusiidae. De wetenschappelijke naam van de soort is voor het eerst geldig gepubliceerd in 1933 door Tuomikoski.